# Giovanni Scarfì
Giovanni Scarfì (Faro Superiore, 23 novembre 1852 – Messina, 1926) è stato uno scultore italiano.

## Biografia
Nato nel villaggio di Faro Superiore, rimase orfano nel 1854, quando i genitori morirono nell'epidemia di colera che quell'anno colpì duramente la Sicilia. 
Si specializzò scultore a Messina presso la scuola di Arti e Mestieri dell'Istituto Cappellini poi, nel 1871, grazie ad un sussidio accordatogli dal consiglio comunale di Messina, studiò a Roma ove si specializzò ulteriormente divenendo allievo di Girolamo Masini e di Giulio Monteverde. 
Ritornato a Messina nel 1873, nel 1876 aprì una bottega d'arte dando l'avvio ad una prolifica produzione soprattutto di marmi e monumenti funebri di facoltosi e famosi personaggi messinesi; è infatti il più prolifico scultore al Gran Camposanto di Messina, le sue sculture sono concentrate nella spianata del Cenobio.

## Opere principali
- Monumento funerario al professor Francesco Saya (1876);
- Monumento funerario al bambino Francesco Augusto Marangolo;
- Monumento funerario al banchiere Patrizio Rizzotti al Famedio;
- Busti di Umberto I di Savoia (1888) e di Patrizio Rizzotti (1881) alla Camera di Commercio di Messina;
- Busto commemorativo del garibaldino Nino De Leo a Villa Mazzini;
- Busto commemorativo ad Antonio Fulci (1884) Piazza Milite Ignoto, Santa Lucia del Mela.
- Monumenti funerari - sarcofagi e mezzibusti - manufatti marmorei commissionati per Concetta Arezzo di Trifiletti e la figlia Vincenzina, rispettivamente moglie e figlia di Corrado Arezzo de Spuches di Donnafugata, opere presenti nella Cappella degli Arezzo di Donnafugata della chiesa di San Francesco all'Immacolata di Ragusa.

## Galleria d'immagini

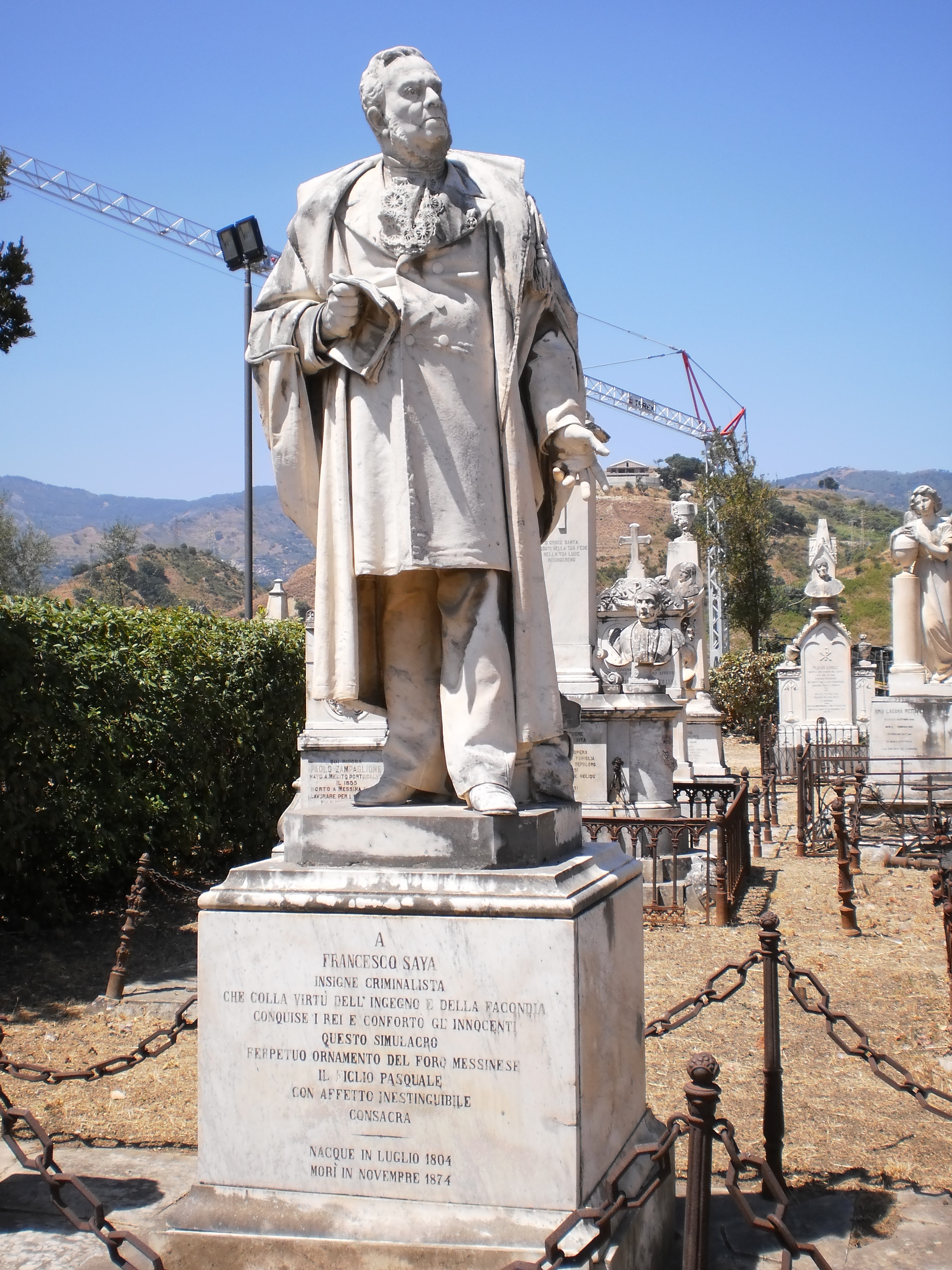
professor Francesco Saya
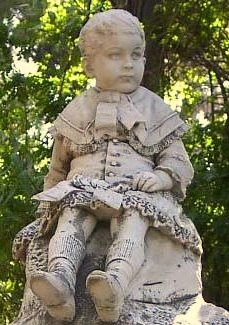
Francesco Augusto Marangolo
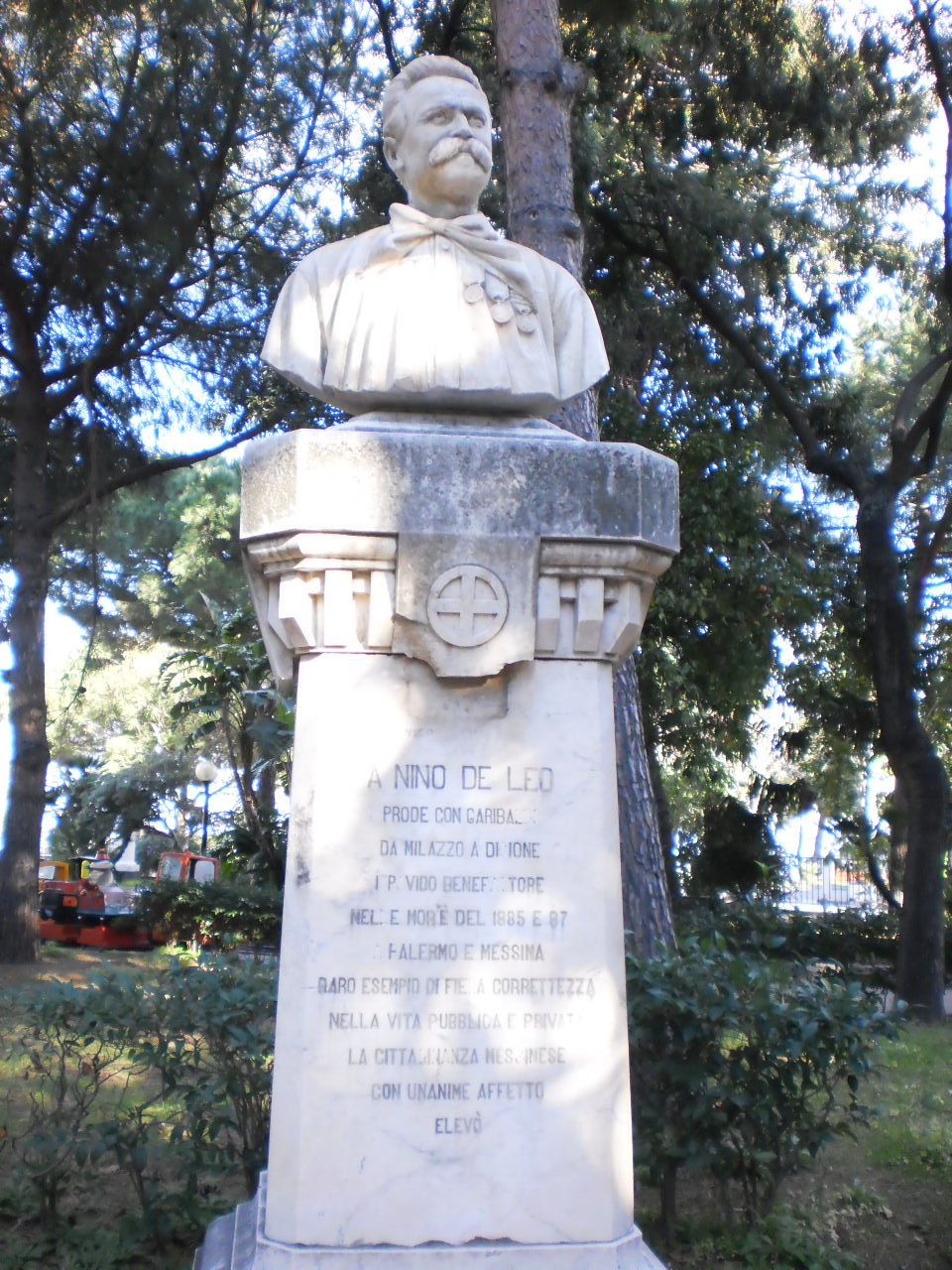
Nino De Leo